# Вахитова, Вероника Валлиулловна
Вероника Валлиулловна Вахитова (род. 1998 года) — российская спортсменка, мастер спорта по водному поло.
Личные результаты:
- Первенство России 2010 — 2 место
- Первенство России 2011 — 3 место
- Первенство России 2012 — 3 место
- Первенство России 2013 — 2 место
- Первенство России 2014 — 1 место
- Первенство России 2015 — 2 место
- Спартакиада учащихся 2014[прояснить] — 2 место
- Чемпионат России 2015[прояснить] — 5 место
- Чемпионка Европы 2015[прояснить]
- Чемпионка Первых Европейских Игр в Баку 2015

Тренеры:
- Первый тренер: Шувалов Михаил Александрович (спортивный клуб МГУ), заслуженный тренер России
- Тренера клубов: Варегина Ирина Евгеньевна («Юность Москвы» — МГУ)
- Перевалова Марина Петровна, заслуженный мастер спорта, заслуженный тренер России.
- Перевалова Светлана Петровна («Скиф»), заслуженный мастер спорта России
- Фролов Сергей Николаевич («Крылатское»)